# Direct Bonded Copper
Direct bonded copper (DBC, auch engl. Direct copper bonded, DCB) ist in der Aufbau- und Verbindungstechnik eine Struktur, die eine enge elektrisch/thermische Verbindung elektronischer Bauteile und Chips über Kupfer ermöglicht. Dies ist besonders in der Leistungselektronik für eine bessere Wärmeableitung wichtig. Es werden sowohl Hybridschaltkreise mittels Chip- und Drahtbonden als auch Metallkern-Leiterplatten gefertigt.

Struktur eines Direct-Bonded-Copper-Substrates (oben) und eines isolierten Metal-Substrates (unten).

Auf dem DBC-Substrat werden aus bzw. auf der Kupferschicht Leiterbahn-Strukturen und Kontaktflächen hergestellt, um Bauteile aufzulöten, die so besonders gut gekühlt werden, was bei konventionellen Leiterplatten aufgrund der schlechten Wärmeleitfähigkeit des Substrates nicht erreichbar ist.

## Andere Substratmaterialien
Mit der Marken-Bezeichnung IMS (Insulated metal substrate, Henkel AG), werden Metallkern-Leiterplatten bezeichnet, bei denen die dielektrische Schicht aus mit Keramikpulver gefülltem Polymer besteht. Die wärmeableitende Platte besteht meist aus Aluminium statt aus Kupfer (siehe Bild).
Weitere Substrate zur besonders guten Wärmelableitung sind neben Aluminiumoxidkeramik Berylliumoxid-Keramik, Aluminiumnitrid-Keramik und Saphir. Aluminiumoxid-Keramikscheiben als Basisplatte von Halbleiterbauteilen oder Hybridschaltungen werden oft auch ohne Metallplatte auf Kühlkörper montiert.
Wegen der komplizierteren Herstellung sind Keramiksubstrate nur bedingt für Prototypen geeignet.